# Coco (dança)

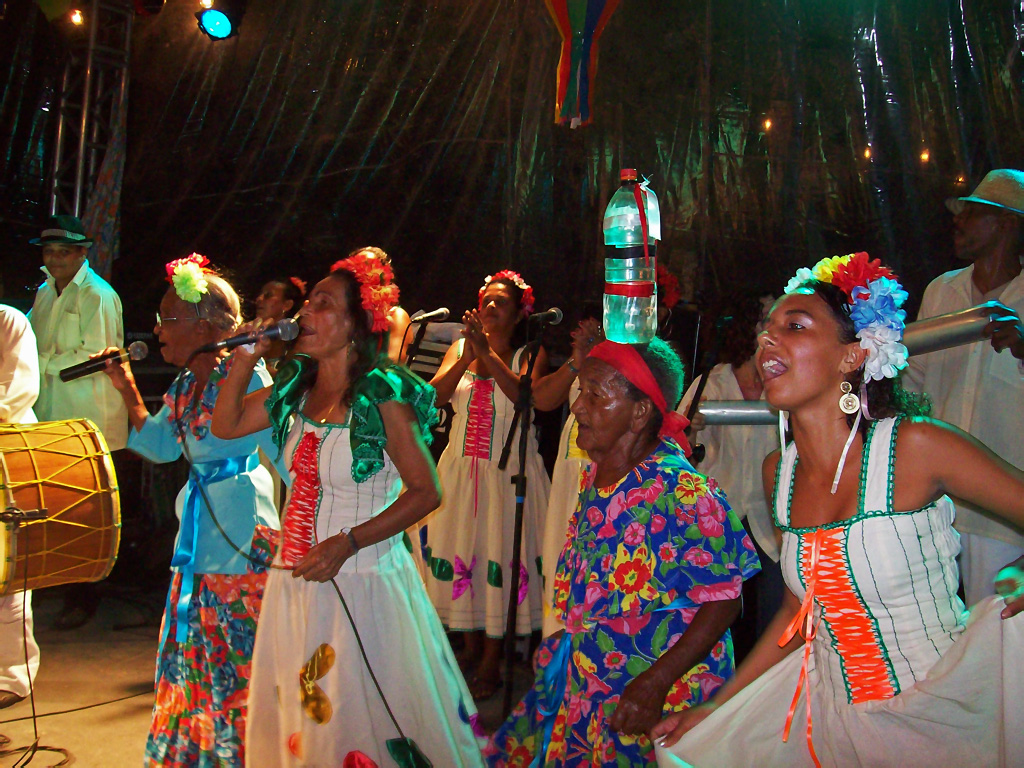
Roda de coco em Olinda, Pernambuco.

O coco é uma dança de roda e ritmo da região Nordeste do Brasil. De origem remota, surgiu nos engenhos de açúcar da antiga Capitania de Pernambuco (atuais estados de Pernambuco, Alagoas e Paraíba), com  influências dos batuques africanos e dos bailados indígenas. A primeira referência que se tem sobre o coco data da segunda metade do século XVIII.

## Características

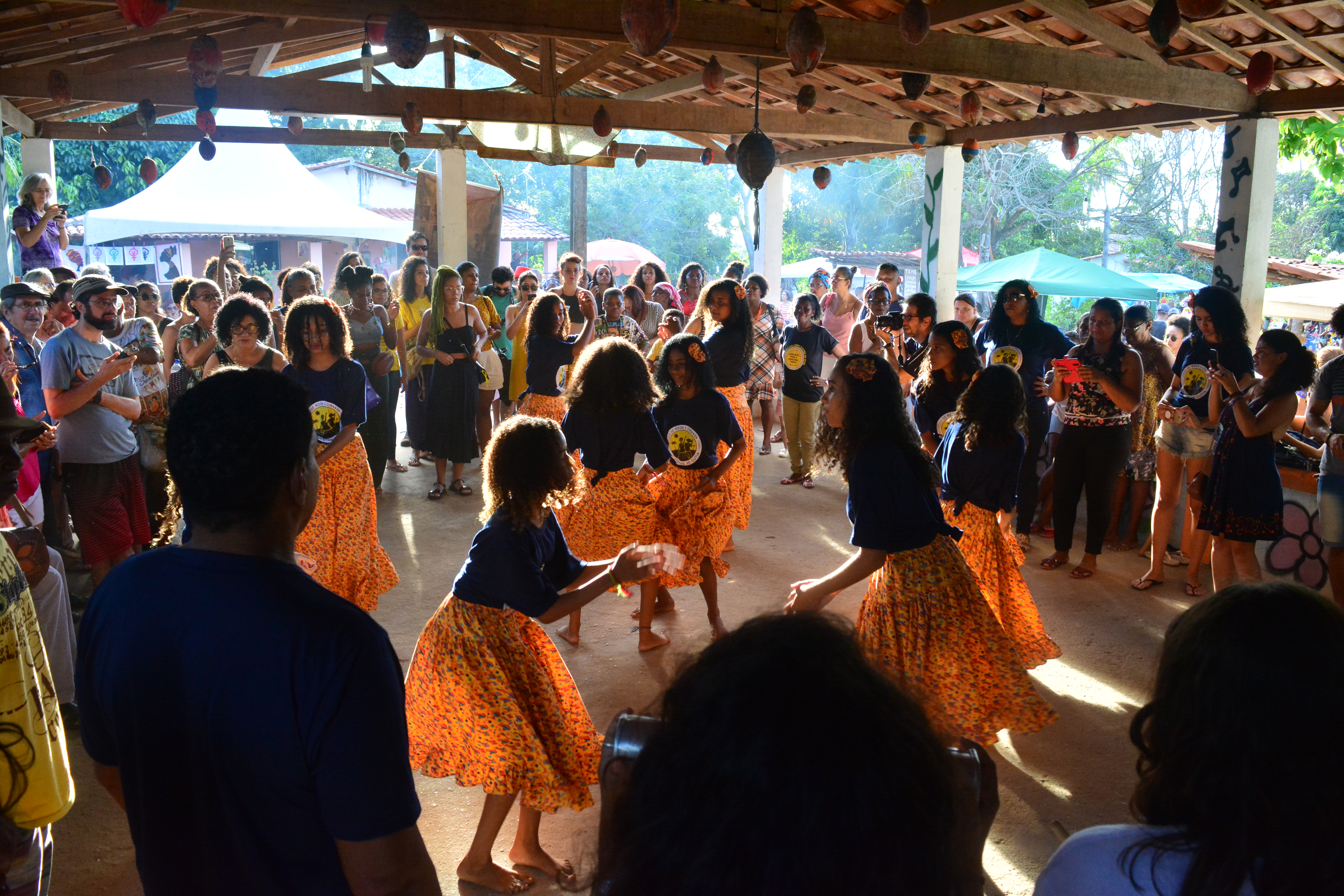
Integrantes do grupo do mestre Zé Cutia (Jacumã, PB) durante apresentação no I encontro de coco de roda e ciranda da Paraíba, 2019.

"Coco" significa cabeça, de onde vêm as músicas, de letras simples. Com influências africana e indígena, é uma dança de roda acompanhada de cantoria e executada em pares, fileiras ou círculos durante festas populares do litoral e do sertão nordestino. Recebe várias nomenclaturas diferentes, como pagode, zambê, coco de usina, coco de roda, coco de embolada, coco de praia, coco do sertão, coco de umbigada, e ainda outros o nominam com o instrumento mais característico da região em que é desenvolvido, como coco de ganzá e coco de zambê. Cada grupo recria a dança e a transforma ao gosto da população local.

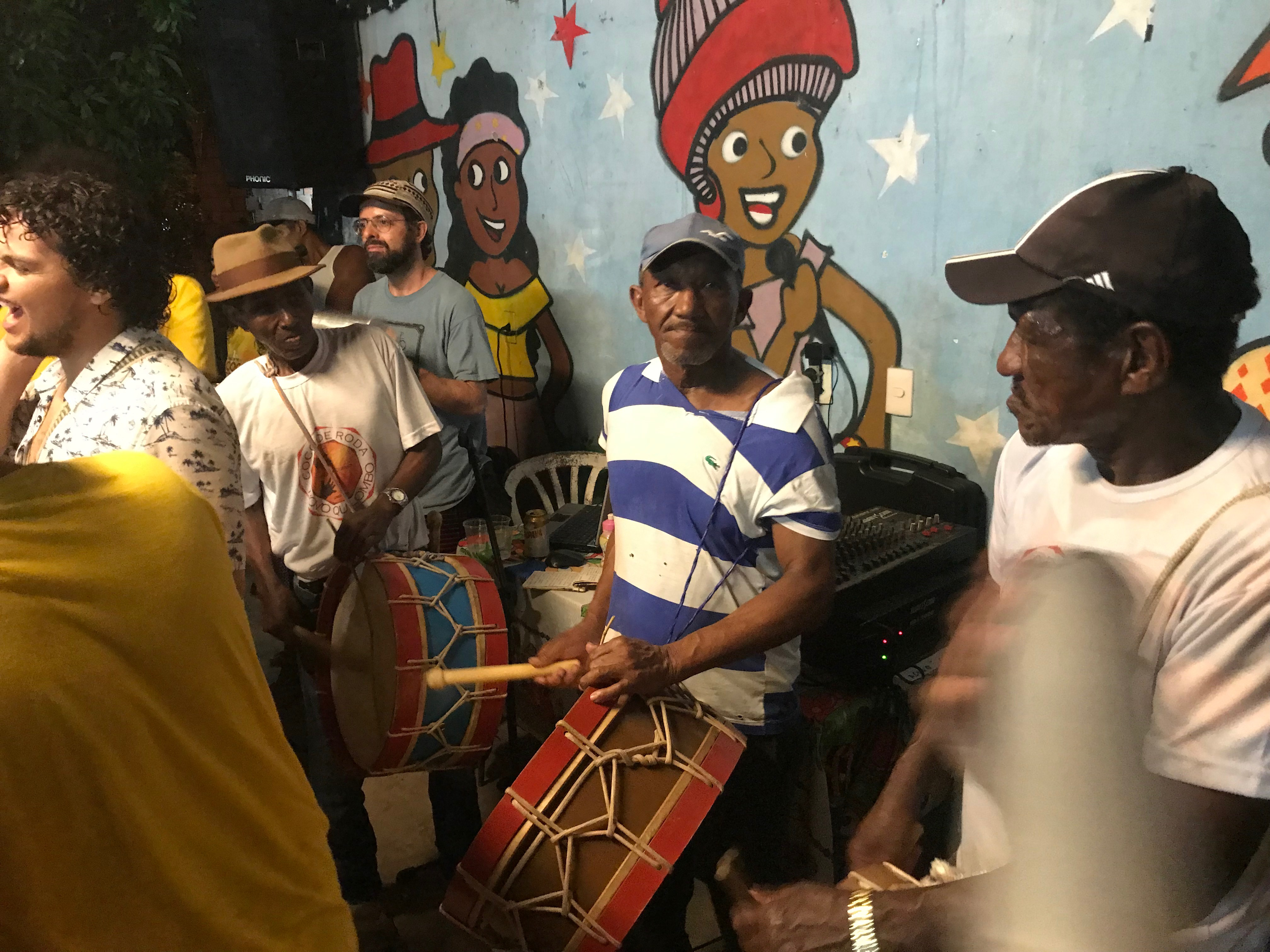
Mestres Vanda, Elias e Jurandir do grupo de coco de roda Novo Quilombo tocando os instrumentos mais usados na brincadeira na região da Paraíba: bombo (zabumba) e caixa. Normalmente se usa o bombo, caixa e ganzá; em algumas regiões da Paraíba se acrescenta o triângulo.

O som característico do coco vem de quatro instrumentos (ganzá, surdo, pandeiro e triângulo), mas o que marca mesmo a cadência desse ritmo é o repicar acelerado dos tamancos (que são usados para imitar o barulho do coco sendo quebrado). A sandália de madeira é quase como um quinto instrumento, talvez o mais importante deles. Além disso, a sonoridade é completada com as palmas.

## Artistas notáveis
- Bezerra da Silva
- Jackson do Pandeiro
- Selma do Coco
- Jacinto Silva
- Galo Preto
- Mestra Totinha
- Mestre Salustiano